# Carlos Comamala
Carlos Comamala López del Pan, né à Madrid le 17 avril 1889 et mort à Barcelone le 4 août 1983, est un footballeur espagnol et un pionnier du sport. Il joue avec le FC Barcelone entre 1903 et 1912 au poste d'attaquant. Il est diplômé en traumatologie.

## Biographie
Catalan d'adoption, Carlos Comamala naît à Madrid en 1887, fils d'un père basque et d'une mère originaire des Îles Canaries.
En 1903, il succède à Hans Gamper, qui est un ami personnel, au poste d'attaquant du FC Barcelone lorsque Gamper cesse de jouer. Comamala est un bon attaquant qui marque avec facilité tout au long de sa carrière sportive. Avec Barcelone entre les années 1903 et 1912, il marque 172 buts en 145 matchs.
Il est très actif et il fonde les clubs de football du Irish, Galeno et l'Universitario. Il joue aussi avec le FC Casual. Comamala pratique également le rugby et la natation. Il est journaliste de façon occasionnelle. Il est le fondateur et premier président de la Confederación Catalana de Gimnasia, ancêtre de la Fédération catalane de gymnastique.
Carlos Comamala est considéré comme l'auteur de l'écusson du FC Barcelone en remportant le concours public organisé en 1910 par le club.

## Palmarès
- Vainqueur de la Coupe d'Espagne en 1910 et 1912
- Champion de Catalogne en 1905, 1909, 1910 et 1911